# 扎爾諾瓦察區
48°29′18″N 18°42′28″E / 48.48833°N 18.70778°E

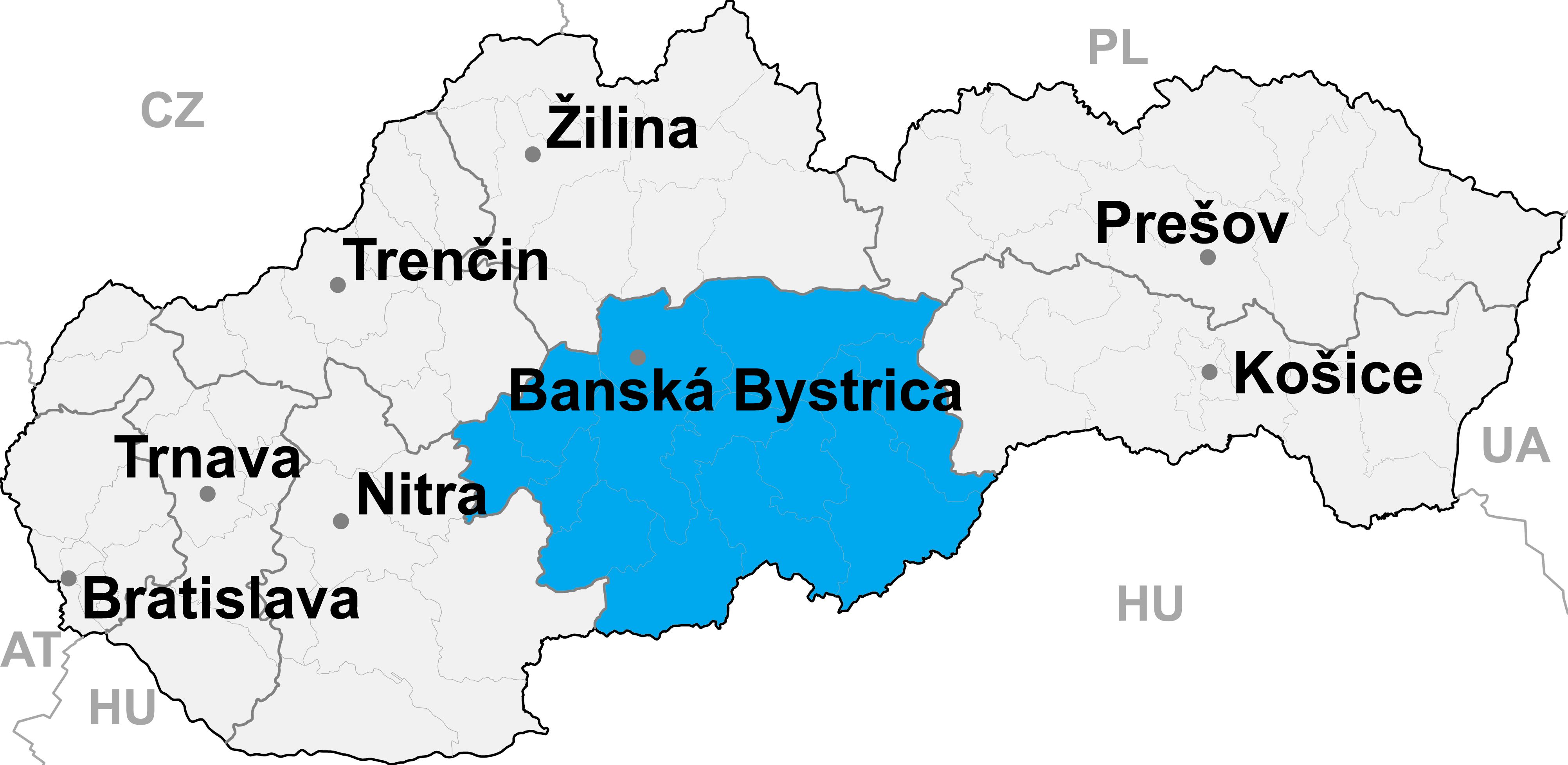

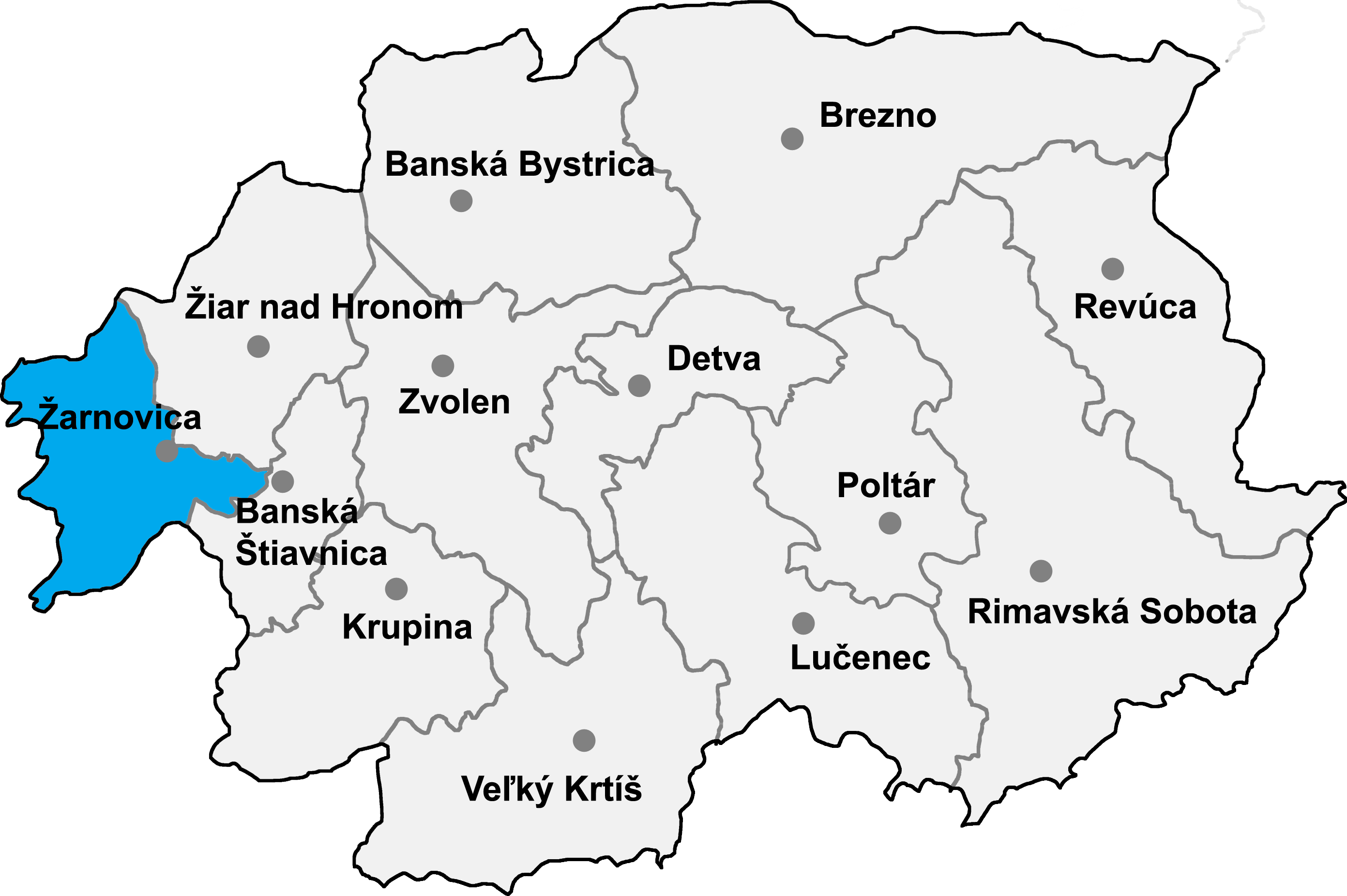

扎爾諾瓦察區，是斯洛伐克的一個區，位於該國中部，由班斯卡-比斯特里察州負責管轄，面積426平方公里，2001年該區人口27,634，人口密度每平方公里65人。